# John Harvard (Politiker)
John Harvard, PC, OM (* 4. Juni 1938 in Glenboro, Manitoba; † 9. Januar 2016) war ein kanadischer Journalist und Politiker. Von 1988 bis 2004 war er liberaler Abgeordneter des Unterhauses, danach bis 2009 Vizegouverneur der Provinz Manitoba.

## Biografie
Von 1957 bis 1988 arbeitete Harvard als Rundfunkjournalist. Unter anderem moderierte er eine beliebte Talkshow beim Sender CBOJ in Winnipeg. 18 Jahre lang war er bei der Canadian Broadcasting Corporation tätig. 1976 erhielt er den ACTRA-Award als bester Rundfunkjournalist des Landes.
Harvard trat für die Liberale Partei zur Unterhauswahl 1988 an und siegte im Wahlbezirk Winnipeg–St. James. Die nächsten fünf Jahre war er Hinterbänkler in der Oppositionsfraktion. 1993 wurde er wiedergewählt, wobei er trotz acht Gegenkandidaten mehr als die Hälfte aller Stimmen erhielt. 1996 folgte die Ernennung zum parlamentarischen Sekretär des Ministers für staatliche Bauvorhaben und öffentlichen Dienst. 1997 konnte er sich im neu geschaffenen Wahlkreis Charleswood–Assiniboia ebenfalls mühelos durchsetzen. Bis 1998 war er parlamentarischer Sekretär des Landwirtschaftsministers. Bei der Unterhauswahl 2000 konnte er sich nur knapp gegen den konservativen Gegenkandidaten durchsetzen.
Seit etwa 2000 gehörte Harvard zu den treuesten Unterstützern von Paul Martin und forderte den Rücktritt von Jean Chrétien als Regierungschef und Parteivorsitzender. Aufgrund dieser Konstellation dürfte er keinen Ministerposten erhalten haben. Als Martin im Dezember 2003 auf Chrétien folgte, ernannte er Harvard zum parlamentarischen Sekretär des Außenhandelsministers und machte ihn zum Mitglied des Kronrates.
Im Mai 2004 trat Harvard als Abgeordneter zurück. Premierminister Martin schlug ihn als Vizegouverneur von Manitoba vor, woraufhin Generalgouverneurin Adrienne Clarkson ihn am 30. Juni 2004 vereidigte. Dieses repräsentative Amt übte er bis zum 3. August 2009 aus. 2005 erhielt er die Ehrendoktorwürde der University of Manitoba.